# Sofiane Hanni
Sofiane Hanni (Ivry-sur-Seine, 29 december 1990) is een Frans-Algerijnse voetballer. Hij is een aanvallende middenvelder en staat sinds 2019 onder contract bij Al-Gharafa.

## Carrière

### Jeugd
Sofiane Hanni werd in 1990 geboren in het Franse Ivry-sur-Seine. Hij sloot zich op jonge leeftijd aan bij US Ivry en belandde via Boulogne-Billancourt in 2005 bij de jeugdopleiding van toenmalig eersteklasser FC Nantes. In 2008 tekende hij een profcontract bij de Franse club.

### FC Nantes
Op 1 december 2009 maakte Hanni in Ligue 2 zijn officieel debuut voor Nantes. Hij mocht toen in een uitwedstrijd tegen Sedan na 83 minuten invallen voor William Vainqueur. Een seizoen later kwam hij drie keer in actie voor Les Canaris. In juni 2011 werd besloten om zijn contract niet te verlengen.

### Erciyesspor
In de zomer van 2011 tekende Hanni bij de Turkse tweedeklasser Kayseri Erciyesspor. Daar groeide hij uit tot een vaste waarde en viel hij op met zijn vele assists. In 2013 veroverde de Franse Algerijn met Erciyesspor de titel in de 1. Lig. Desondanks steeg hij niet mee naar de Süper Lig.

### Osmanlıspor
Hanni vertrok na het behalen van de titel naar reeksgenoot Osmanlıspor. Ook bij de club uit Ankara groeide hij uit tot een vaste waarde. Hij eindigde met zijn team op de vierde plaats en mocht daardoor deelnemen aan de play-offs om promotie. Osmanlıspor werd in de nacompetitie meteen uitgeschakeld door Samsunspor.

### KV Mechelen
In 2014 tekende Hanni een contract voor drie seizoenen bij KV Mechelen. Als aanvallende middenvelder groeide hij uit tot een van de uitblinkers van de Mechelse club. In zijn eerste seizoen bereikte hij meteen de finale van play-off II, waarin hij met Mechelen won van Sporting Lokeren. In de terugwedstrijd scoorde Hanni na zes minuten het openingsdoelpunt. In de daaropvolgende barragewedstrijden om Europees voetbal moest Mechelen zijn meerdere erkennen in Sporting Charleroi.
In het seizoen 2015/16 trok Hanni zijn goede prestaties door. Met veertien doelpunten werd hij net als Jérémy Perbet topschutter in de reguliere competitie. Daarnaast was hij in de reguliere competitie ook goed voor zeven assists. Na afloop van het seizoen werd hij bekroond met de Ebbenhouten Schoen en de trofee voor Profvoetballer van het Jaar.

### RSC Anderlecht
Op 20 mei 2016 maakte Hanni de overstap naar RSC Anderlecht. Hij tekende bij de Brusselse club een contract voor vier seizoenen. Op 26 juli wist hij zijn eerste doelpunt te maken voor Anderlecht in de derde voorronde van Champions League tegen FK Rostov. Hanni werd in de match tegen Sint-Truidense VV op 12-08-2016 als eerste keer aangeduid als aanvoerder en bleef dat ook gedurende de rest van het seizoen en zo mocht hij de kampioenentroffee van het seizoen 2016–2017 als eerste speler in de lucht omhoog steken.

### Spartak Moskou
Hanni maakte de overstap naar het Russische Spartak Moskou na meerdere malen in conflict te liggen met de supporters van RSC Anderlecht. Op 31 januari 2018 werd de Algerijn officieel voorgesteld. Hij staat onder contract tot 2023.

## Statistieken
| Seizoen | Club                | Competitie         | Competitie | Competitie | Play-offs | Play-offs | Beker | Beker | Supercup | Supercup | Europees | Europees | Totaal | Totaal |
| Seizoen | Club                | Competitie         | Wed.       | Dlp.       | Wed.      | Dlp.      | Wed.  | Dlp.  | Wed.     | Dlp.     | Wed.     | Dlp.     | Wed.   | Dlp.   |
| ------- | ------------------- | ------------------ | ---------- | ---------- | --------- | --------- | ----- | ----- | -------- | -------- | -------- | -------- | ------ | ------ |
| 2009/10 | FC Nantes           | Ligue 2            | 1          | 0          | —         | —         | 0     | 0     | —        | —        | —        | —        | 1      | 0      |
| 2010/11 | FC Nantes           | Ligue 2            | 3          | 0          | —         | —         | 0     | 0     | —        | —        | —        | —        | 3      | 0      |
| 2011/12 | Kayseri Erciyesspor | TFF 1. Lig         | 32         | 10         | —         | —         | 0     | 0     | —        | —        | 0        | 0        | 32     | 10     |
| 2012/13 | Kayseri Erciyesspor | TFF 1. Lig         | 32         | 4          | —         | —         | 2     | 0     | —        | —        | 0        | 0        | 34     | 4      |
| 2013/14 | Osmanlıspor         | TFF 1. Lig         | 31         | 8          | 2         | 0         | 1     | 0     | —        | —        | —        | —        | 34     | 8      |
| 2014/15 | KV Mechelen         | Jupiler Pro League | 29         | 5          | 10        | 5         | 4     | 0     | —        | —        | —        | —        | 43     | 10     |
| 2015/16 | KV Mechelen         | Jupiler Pro League | 29         | 14         | 6         | 3         | 3     | 0     | —        | —        | —        | —        | 38     | 17     |
| 2016/17 | RSC Anderlecht      | Jupiler Pro League | 28         | 8          | 8         | 2         | 2     | 0     | 0        | 0        | 15       | 3        | 53     | 13     |
| 2017/18 | RSC Anderlecht      | Jupiler Pro League | 23         | 8          | 0         | 0         | 1     | 0     | 1        | 1        | 6        | 1        | 31     | 10     |
| 2017/18 | Spartak Moskou      | Premjer-Liga       | 7          | 2          | —         | —         | 1     | 0     | 0        | 0        | 2        | 0        | 10     | 2      |
| 2018/19 | Spartak Moskou      | Premjer-Liga       | 18         | 1          | —         | —         | 4     | 2     | 0        | 0        | 5        | 1        | 27     | 4      |
| 2019/20 | Al-Gharafa          | Qatari League      | 21         | 11         | —         | —         | 1     | 1     | 0        | 0        | 0        | 0        | 22     | 12     |
| 2020/21 | Al-Gharafa          | Qatari League      | 22         | 3          | —         | —         | 5     | 4     | 0        | 0        | 1        | 0        | 28     | 7      |
| 2021/22 | Al-Gharafa          | Qatari League      | 18         | 6          | —         | —         | 8     | 7     | 0        | 0        | 6        | 3        | 32     | 16     |
| 2022/23 | Al-Ahli SC          | Qatari League      | 18         | 6          | —         | —         | 4     | 2     | 0        | 0        | 0        | 0        | 22     | 8      |
| TOTAAL  | TOTAAL              | TOTAAL             | 312        | 86         | 26        | 10        | 36    | 16    | 1        | 1        | 35       | 8        | 399    | 121    |

## Erelijst
| Competitie          |                     |                     |                     |                     |
| Competitie          | Aantal              | Jaren               |                     |                     |
| Kayseri Erciyesspor | Kayseri Erciyesspor | Kayseri Erciyesspor | Kayseri Erciyesspor | Kayseri Erciyesspor |
| ------------------- | ------------------- | ------------------- | ------------------- | ------------------- |
| TFF 1. Lig          | 1x                  | 2012/13             |                     |                     |
| RSC Anderlecht      |                     |                     |                     |                     |
| Eerste klasse A     | 1x                  | 2016/17             |                     |                     |

| Nationaal                           |    |         |
| Kampioen in de Turkse Tweede Klasse | 1x | 2013    |
| Jupiler Pro League                  | 1x | 2017    |
| Individueel                         |    |         |
| Profvoetballer van het Jaar         | 1x | 2016    |
| Ebbenhouten Schoen                  | 1x | 2016    |
| Pro Assist                          | 1x | 2016/17 |